# Boletus junquilleus
Boletus junquilleus (Lucien Quélet, 1898 ex Émile Boudier, 1906) din încrengătura Basidiomycota, în familia Boletaceae și de genul Boletus, este o specie de ciuperci comestibile destul de rară care coabitează, fiind un simbiont micoriza (formând micorize pe rădăcinile de arbori), fiind denumită în popor mânătarcă galbenă. În România, Basarabia și Bucovina de Nord trăiește în locuri călduroase mai ales în păduri de foioase, dar de asemenea prin parcuri și la margini de drum ierboase, preponderent sub fagi, ocazional și pe lângă carpeni, crescând solitar sau în grupuri mici, de la câmpie la deal, din iunie până în octombrie (noiembrie).

## Taxonomie

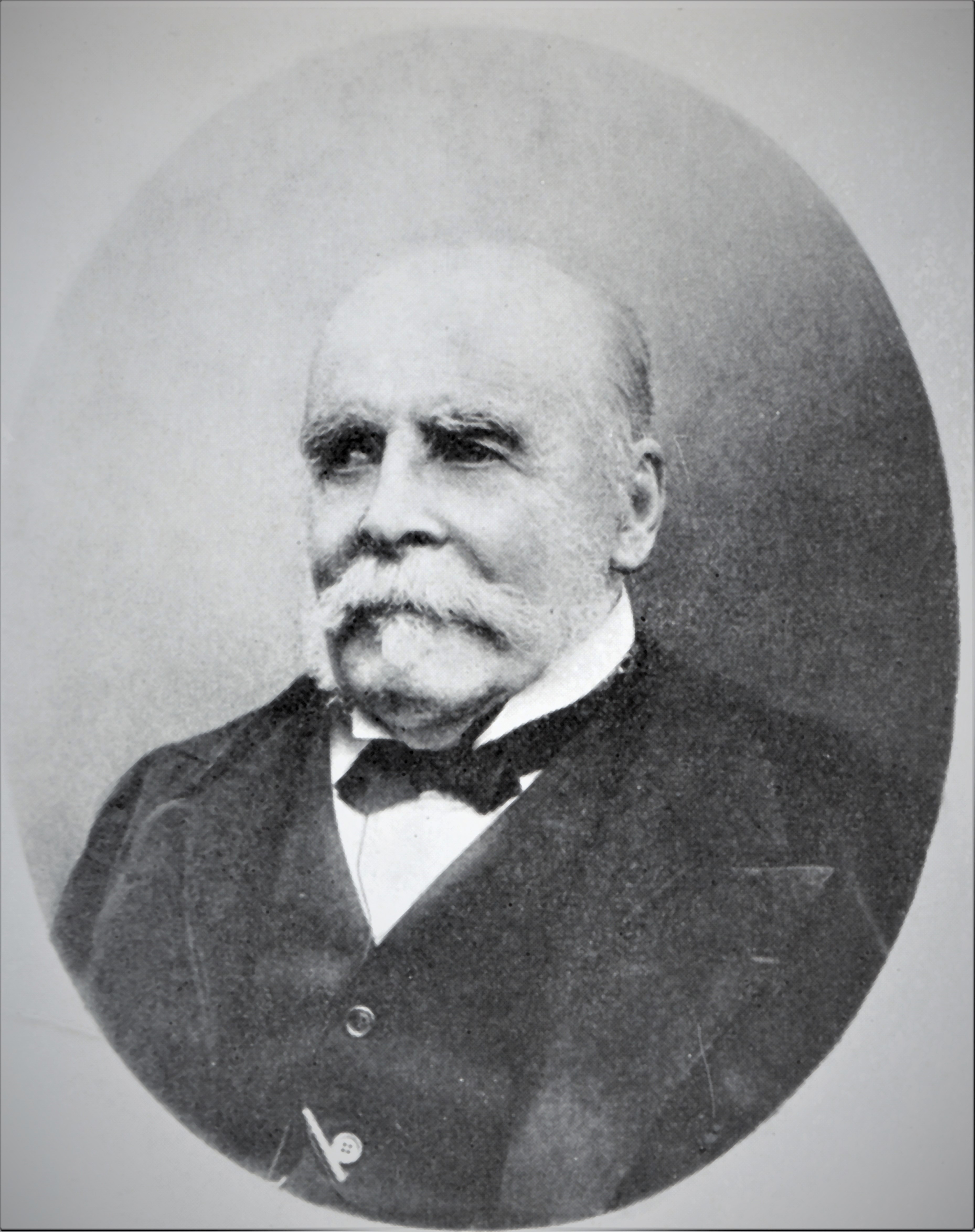
Émile Boudier

Numele binomial a fost determinat drept Dictyopus junquilleus de renumitul micolog francez Lucien Quélet în volumul 26 al jurnalului științific Comptes Rendus de l´Association Française pour l´Avancement des Sciences din 1898.
Apoi, în 1906, compatriotul lui Quélet, anume Émile Boudier, a transferat specia la genul Boletus sub păstrarea epitetului, de verificat în volumul 1 al operei sale Icones Mycologicae, fiind și numele curent valabil pentru GBIF, Mycobank sau NCBI precum majoritatea micologilor (2021). 
Dar Index Fungorum a schimbat taxonul numelui curent de trei ori în ultimii doi ani. Mai întâi au preferat Neoboletus junquilleus a micologilor italieni Alfredo Vizzini, Matteo Gelardi și Angelo Simonini din 2014, apoi Sutorius junquilleus a micologilor chinezi Gang Wu sia Zhu-Liang Yang din 2016 și actual (2021) Neoboletus erythropus a micologului bavarez Christoph Hahn (n. 1970) din 2015, ce ar însemna că Boletus junquilleus ar fi identic cu mânătarca țigănească, cea ce nu prea face sens. 
Până ce micologii nu vor fi de acord de obține o înțelegere asupra unui nume comun, titlul acestui articol va rămâne neschimbat.
Epitetul se trage din cuvântul francez (franceză jonquille=narcisă), respectiv din cel neolatin (latină junquilleus=culoare de ratan), datorită aspectului general.

## Descriere

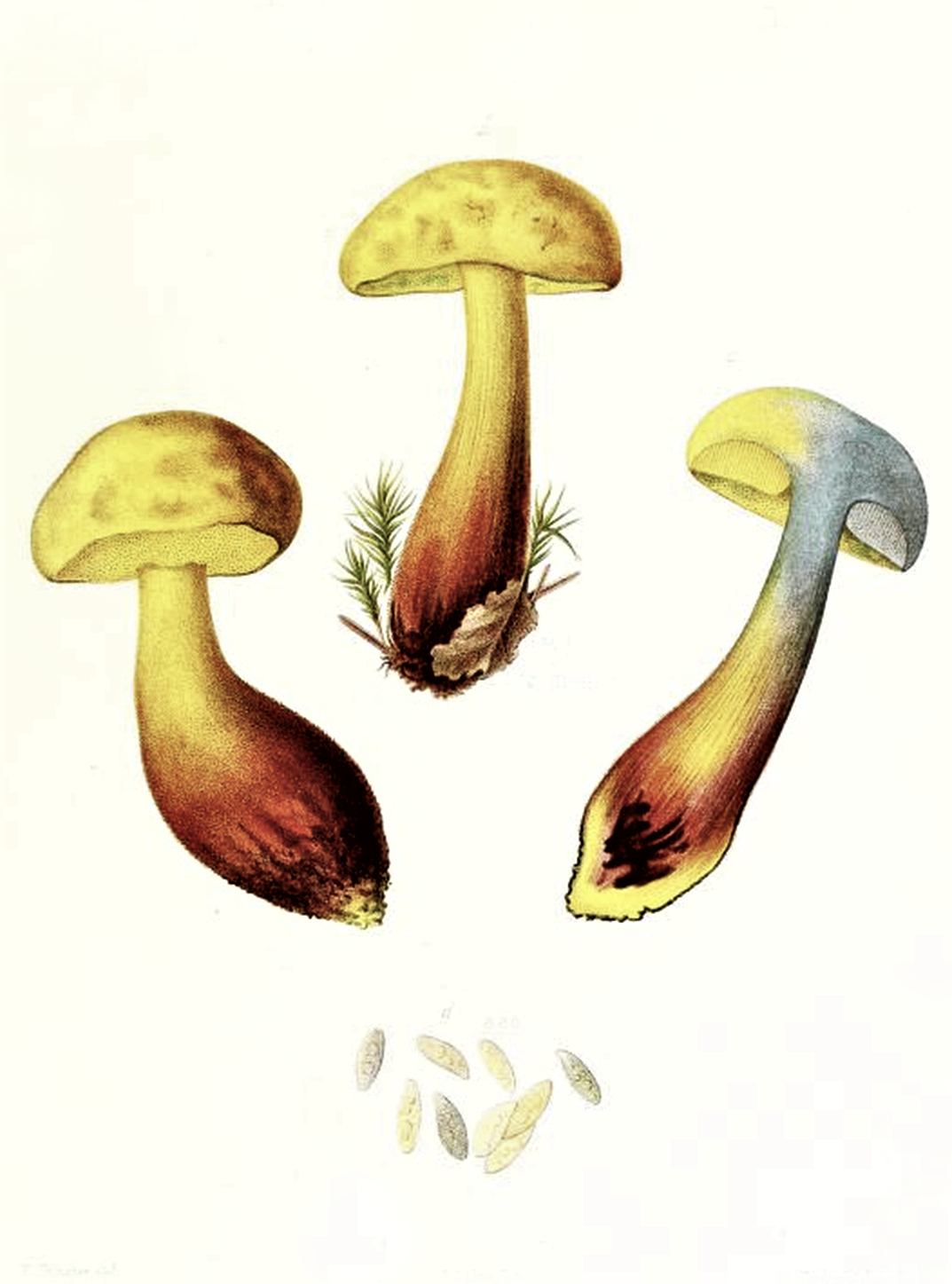
Boudier - Boletus junquilleus

- Pălăria: cu un diametru de 5-12 (15) cm este cărnoasă, inițial fermă, mai târziu moale și spongioasă, la început, semisferică, cu marginea răsfrântă spre picior, apoi convexă și destul de regulată, rămânând în general în acest fel, mai degrabă decât să se aplatizeze complet, întinzându-se la bătrânețe în formă de pernă în partea de jos. Cuticula care atârnă puțin deasupra sfârșitul pălăriei, la început netedă, devine cu timpul catifelată până fin încrețită, fiind uscată pe vreme aridă și lipicioasă până unsuroasă la umezeală. Ea nu se poate decoji. Coloritul este în tinerețe de un galben strălucitor până galben-portocaliu, mai târziu cu pete galben-maronii până gri-gălbui, asemănător ratanului, culorile estompându-se uneori una în alta.
- Tuburile: sunt lungi, înghesuite și îndesate, libere, inițial aderate fin, formează mai târziu o adâncitură în jurul piciorului, fiind în stadiul avansat bombate. Coloritul galben crom devine cu timpul galben-verzui, la bătrânețe murdar brun-gălbui.
- Porii: mici și rotunjori, la început galben-aurii capătă cu timpul nuanțe verzuie, schimbând în vârstă spre brun-măsliniu. Odată apăsați devin imediat albaștrii.
- Piciorul: are o lungime de 4-12 cm  și o grosime de 3-5 cm, este plin, compact, tare, tânăr cilindric apoi bulbos în special spre bază. Coaja nereticulată, alb-gălbuie până la galben de lămâie, este la început netedă, dar prezintă mai târziu în evoluție solzi minusculi respectiv o structură granulară de același colorit, niciodată roșcat sau brun. Tija nu prezintă un inel și capătă și ea imediat pete albastre sub presiune.
- Carnea: este compactă, tare, în vârstă moale, de colorit galben de lămâie, devenind la contact cu aerul imediat albastră fără tonuri de roșu. Mirosul este slab „de pădure”, iar gustul blând, plăcut, puțin amărui. Buretele este rar atacat de viermi. În timpul preparării ciupercii, culoarea cărnii schimbă de la albastru la galben.[6][7]
- Caracteristici microscopice: prezintă spori netezi, alungit elipsoidali până fusiformi, neamilozi (nu se decolorează cu reactivi de iod), palid verzui, cu o mărime de 11,5-17,5 x 4,5-5,3 microni. Pulberea lor este bronz-negricioasă. Colorează hârtie albă viu galben. Basidiile clavate cu 4 sterigme fiecare au o dimensiune de 30-37 x 11-13 microni. Cistidele (elemente sterile situate în stratul himenal sau printre celulele din pielița pălăriei și a piciorului, probabil cu rol de excreție) de 30-50 x 7,5-12,5 microni fusiforme cu membrane subțiri au o dimensiune de  dar în primul rând asemănător unei sticle cu o bază extinsă conic 33-50 x 6,5-8 microni.[6]
- Reacții chimice: carnea se decolorează cu acid azotic galben-portocaliu, iar cuticula roșu închis, carnea și tuburile cu acid sulfuric puternic galben, carnea cu anilină încet gri-verzui, apoi vinaceu, în sfârșit negricios și cu sulfat de fier încet verde murdar. Nu reacționează sub aburi de amoniac.[6][14]

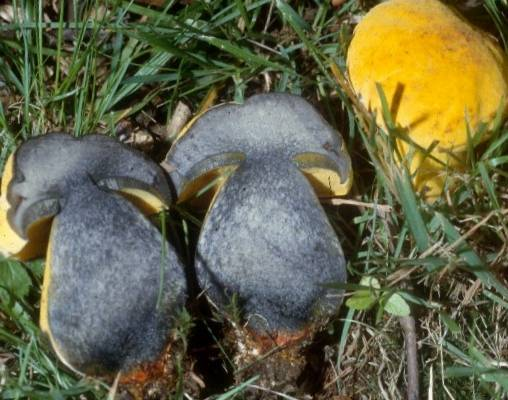
B. junquilleus, secțiune longitudinală
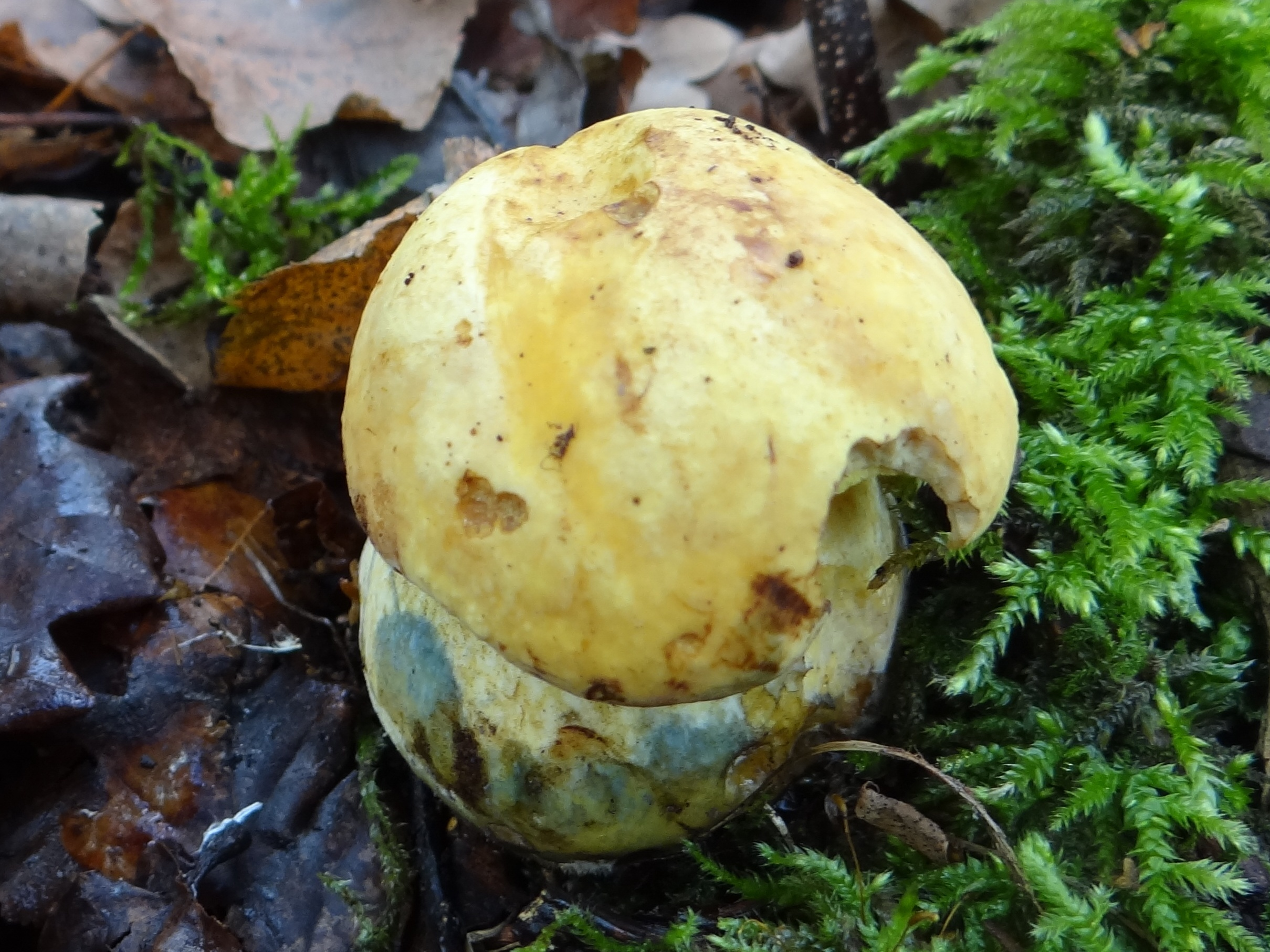
B. junquilleus tânăr
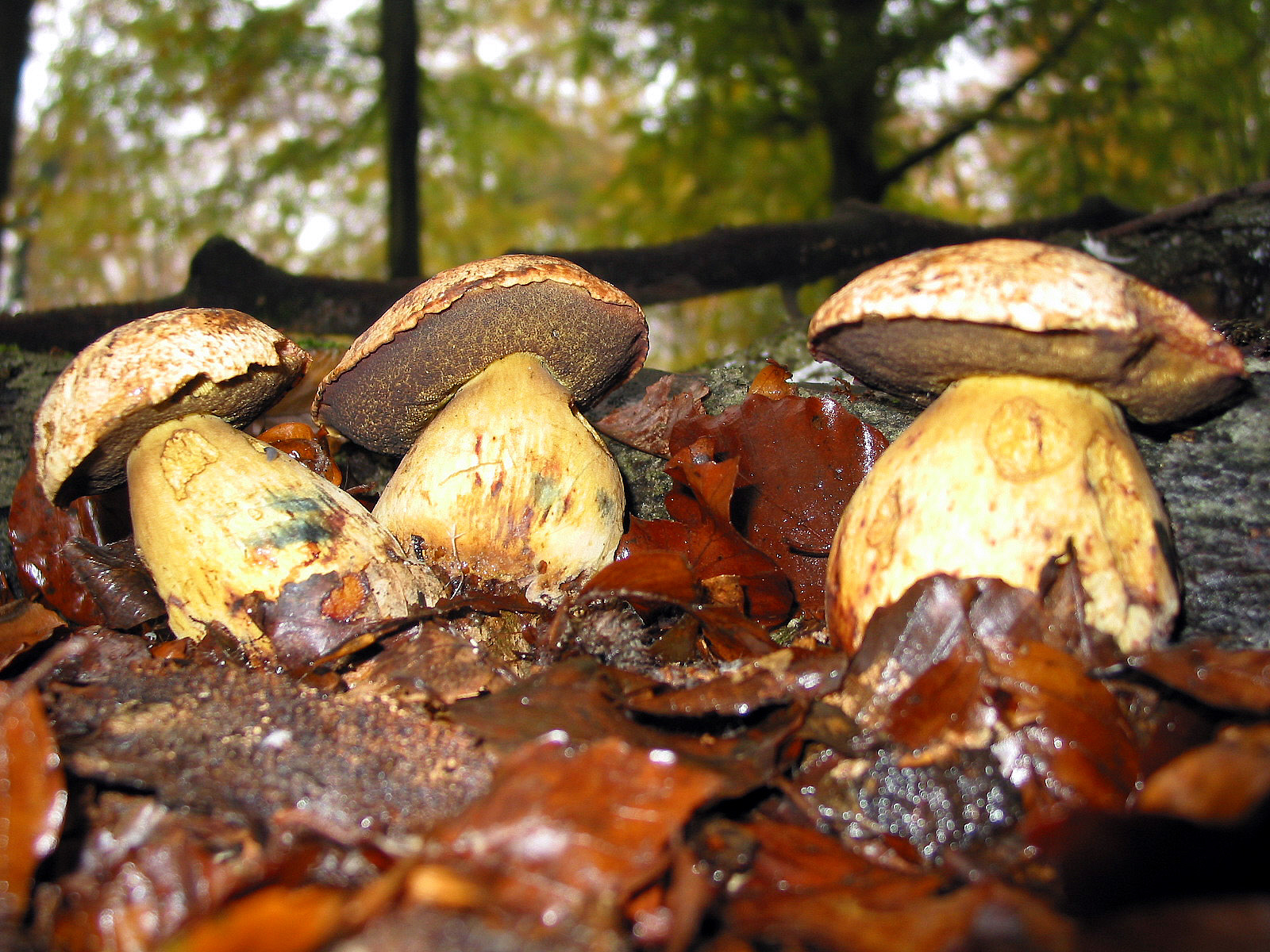
B. junquilleus mai bătrâni

## Confuzii
Buretele poate fi confundat cu Boletus appendiculatus, Boletus calopus (necomestibil, amar) precum variația sa Boletus calopus var. Boletus pachypus (necomestibil, amar), Boletus fechtneri, Boletus impolitus sin. Hemileccinum impolitum (comestibil), Boletus pulverulentus (de calitate mediocră, porii tind spre roșu), Boletus radicans (necomestibil, amar, picior fără roșu, crește numai în păduri foioase), Boletus regius, Boletus speciosus (comestibil), Boletus spinarii (necomestibil) sau Boletus subappendiculatus, și dacă nu se dă seama de culoarea porilor cu Boletus erythropus sin. Boletus luridiformis (comestibil, pori roșiori), Boletus luridus (crud neprielnic, preparat comestibil, pori roșiatici), Gyroporus cyanescens sau Imperator torosus sin. Boletus torosus ( probabil otrăvitor).

## Specii asemănătoare

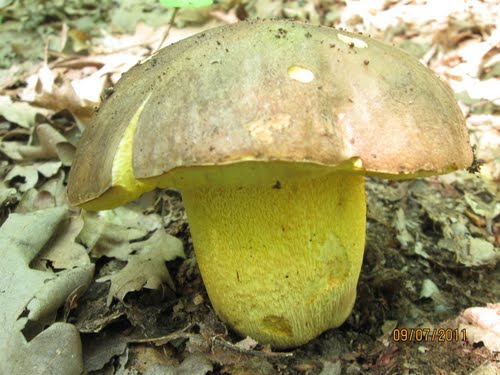
Boletus appendiculatus
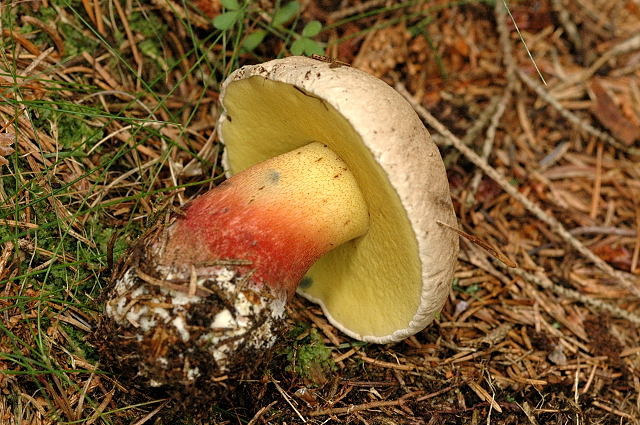
!Boletus calopus var. pachypus!
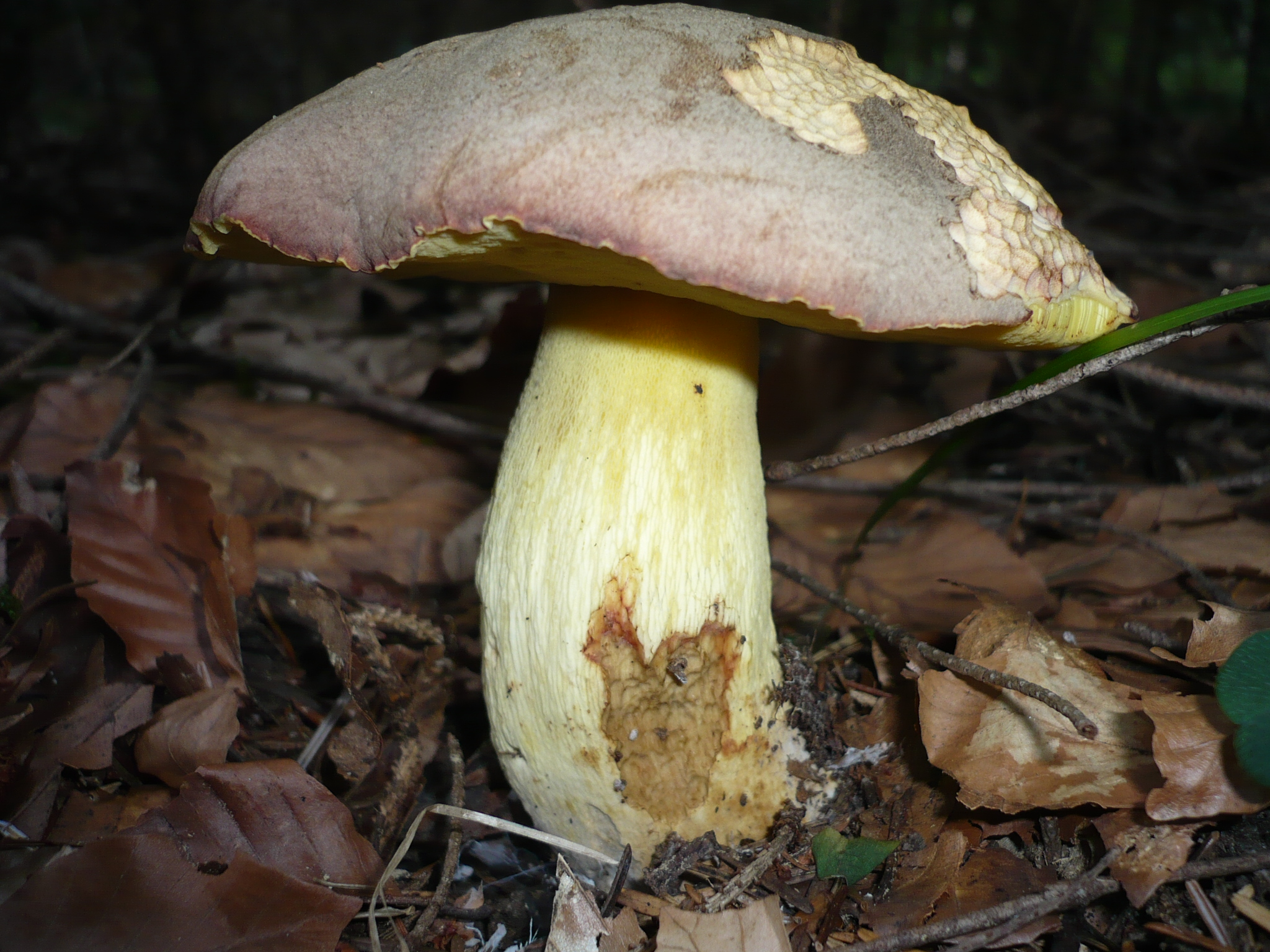
Boletus fechtneri
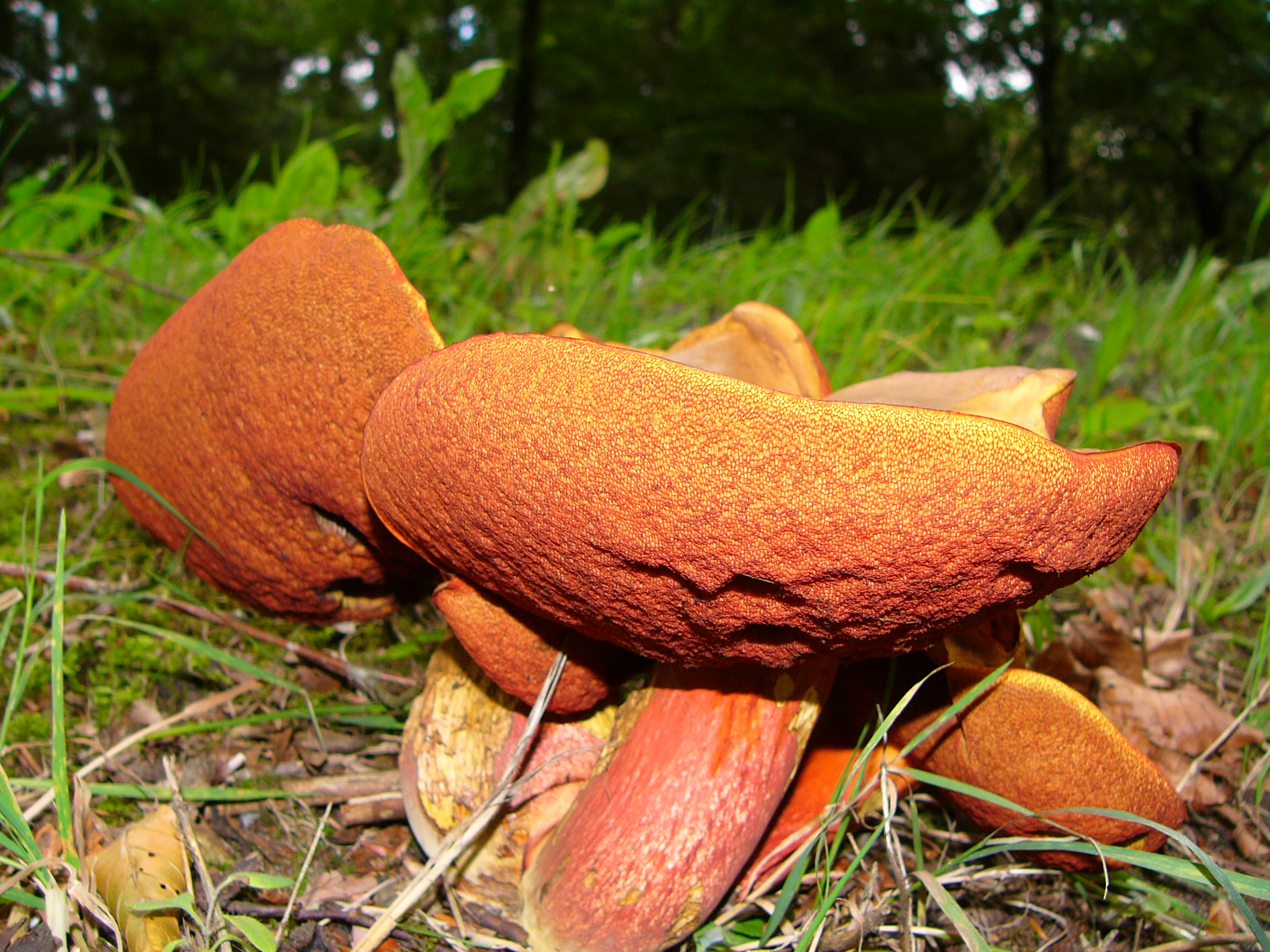
Boletus erythropus
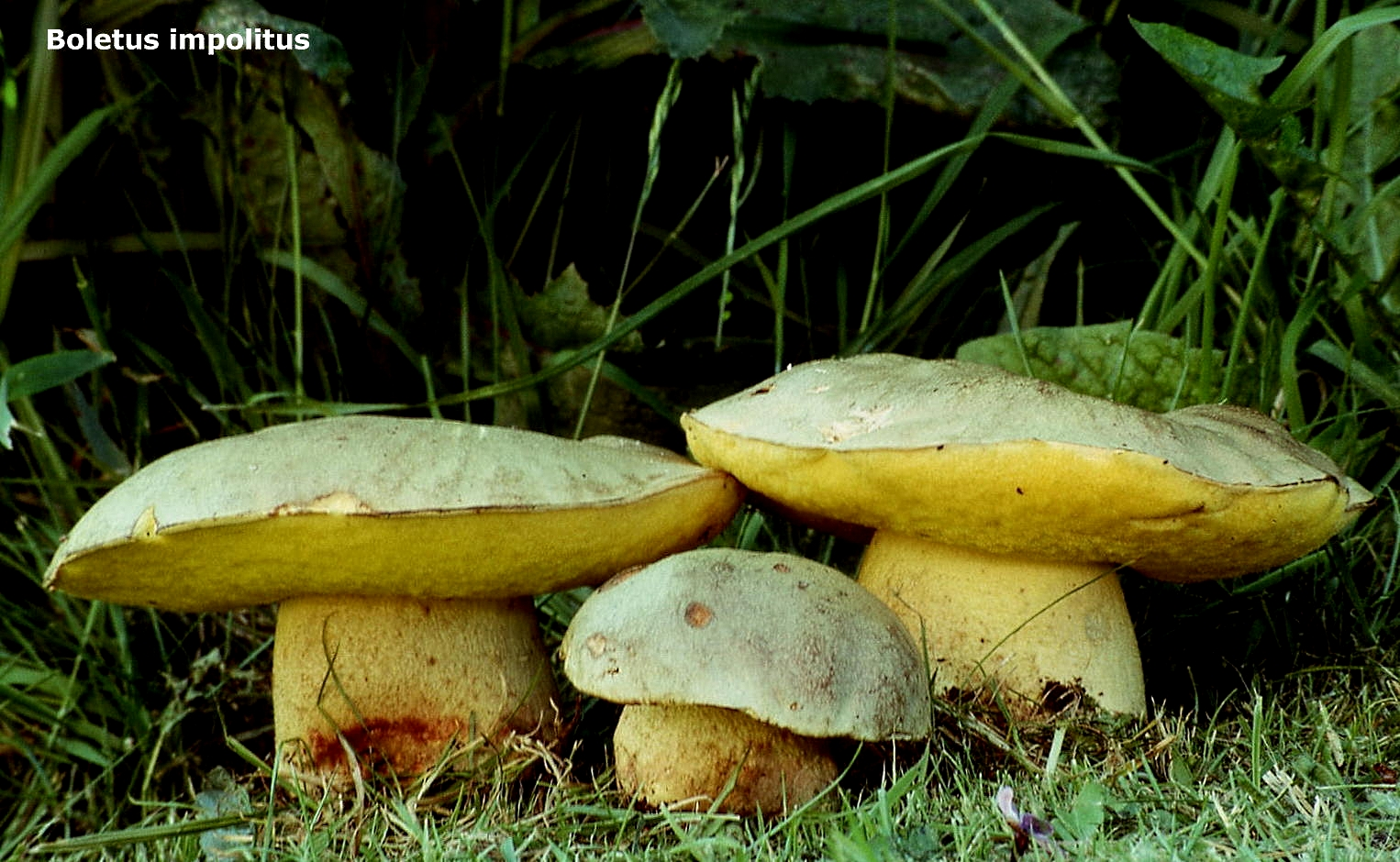
Boletus impolitus

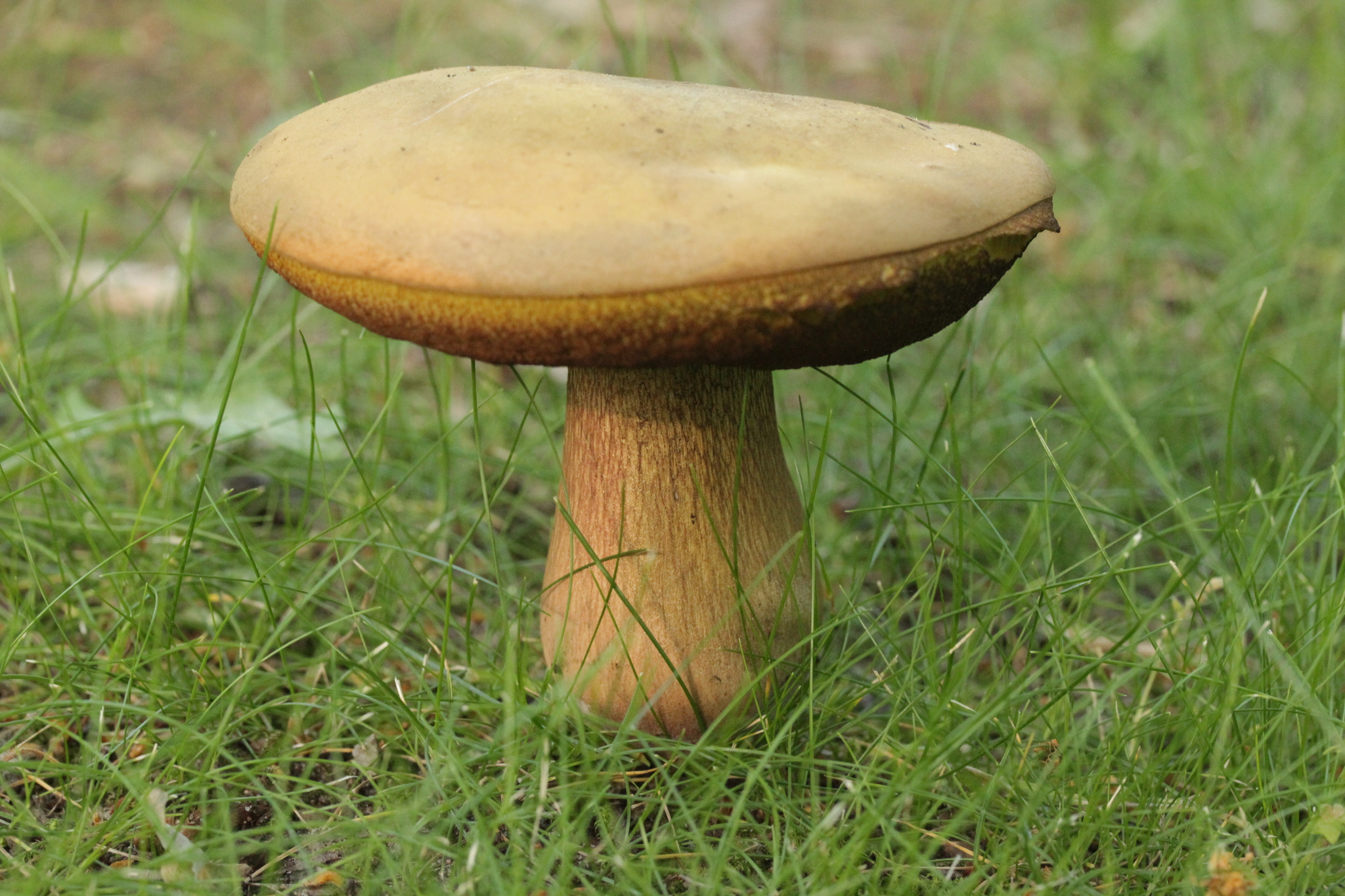
Boletus luridus
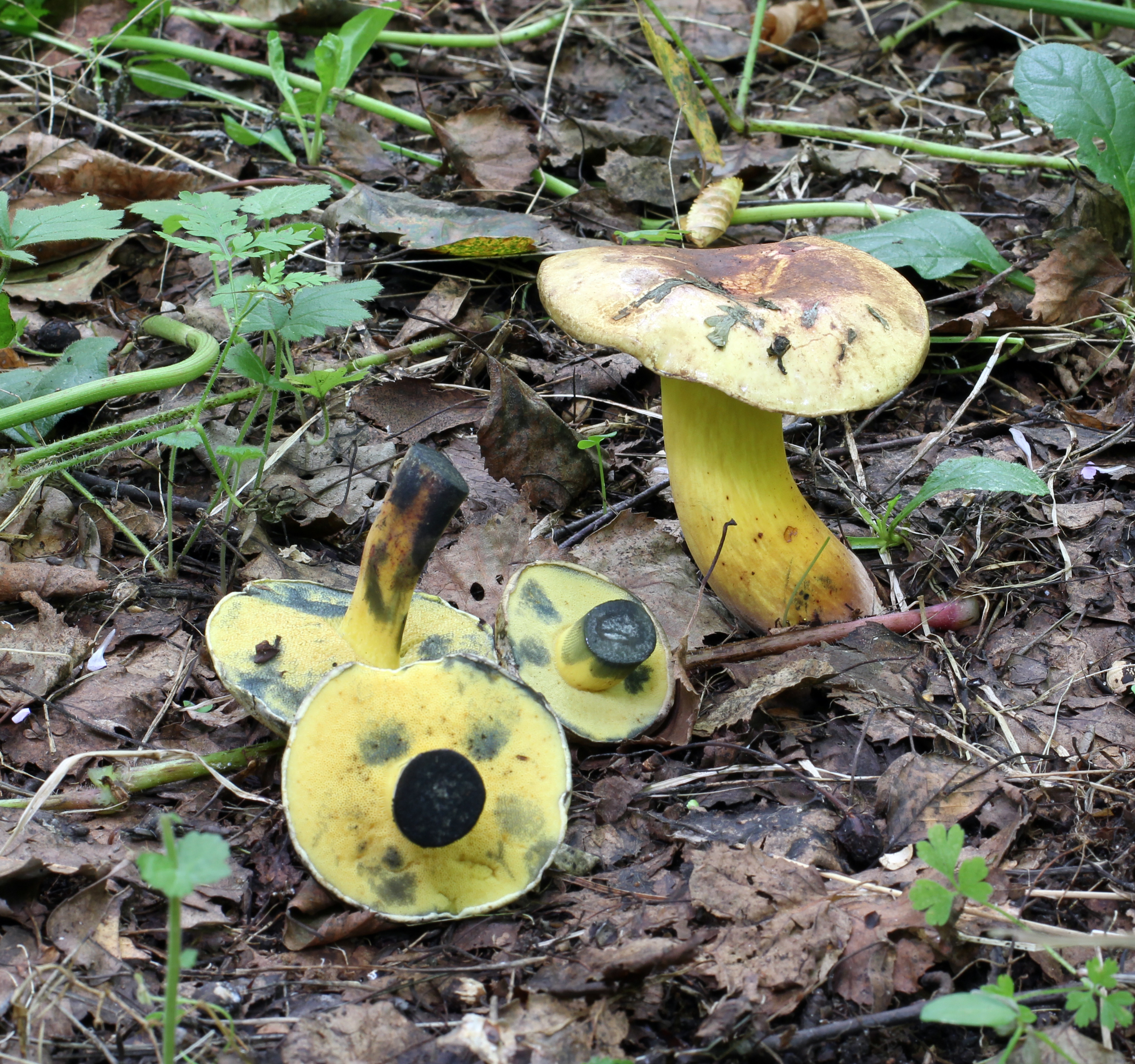
Boletus pulverulentus
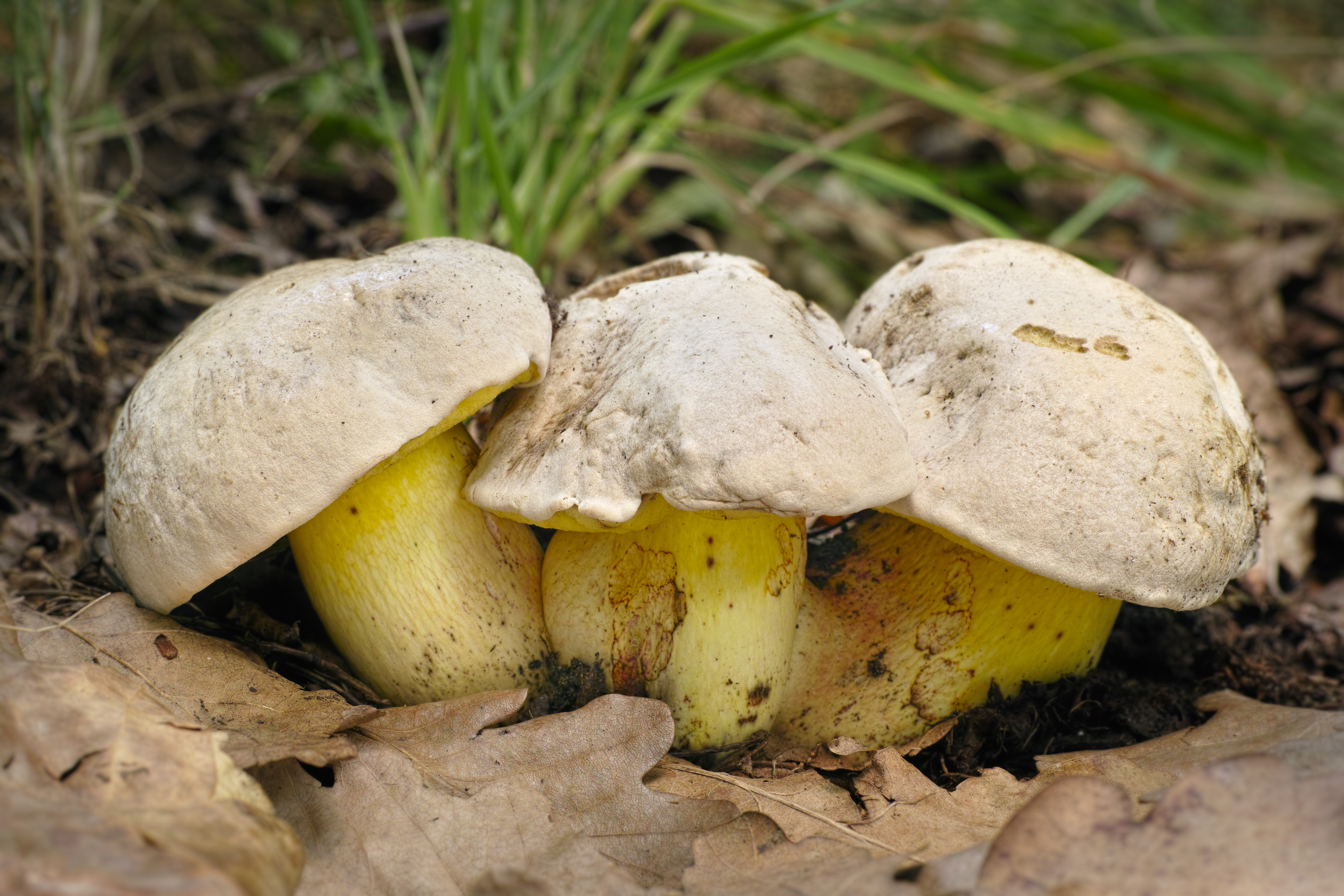
!Boletus radicans!
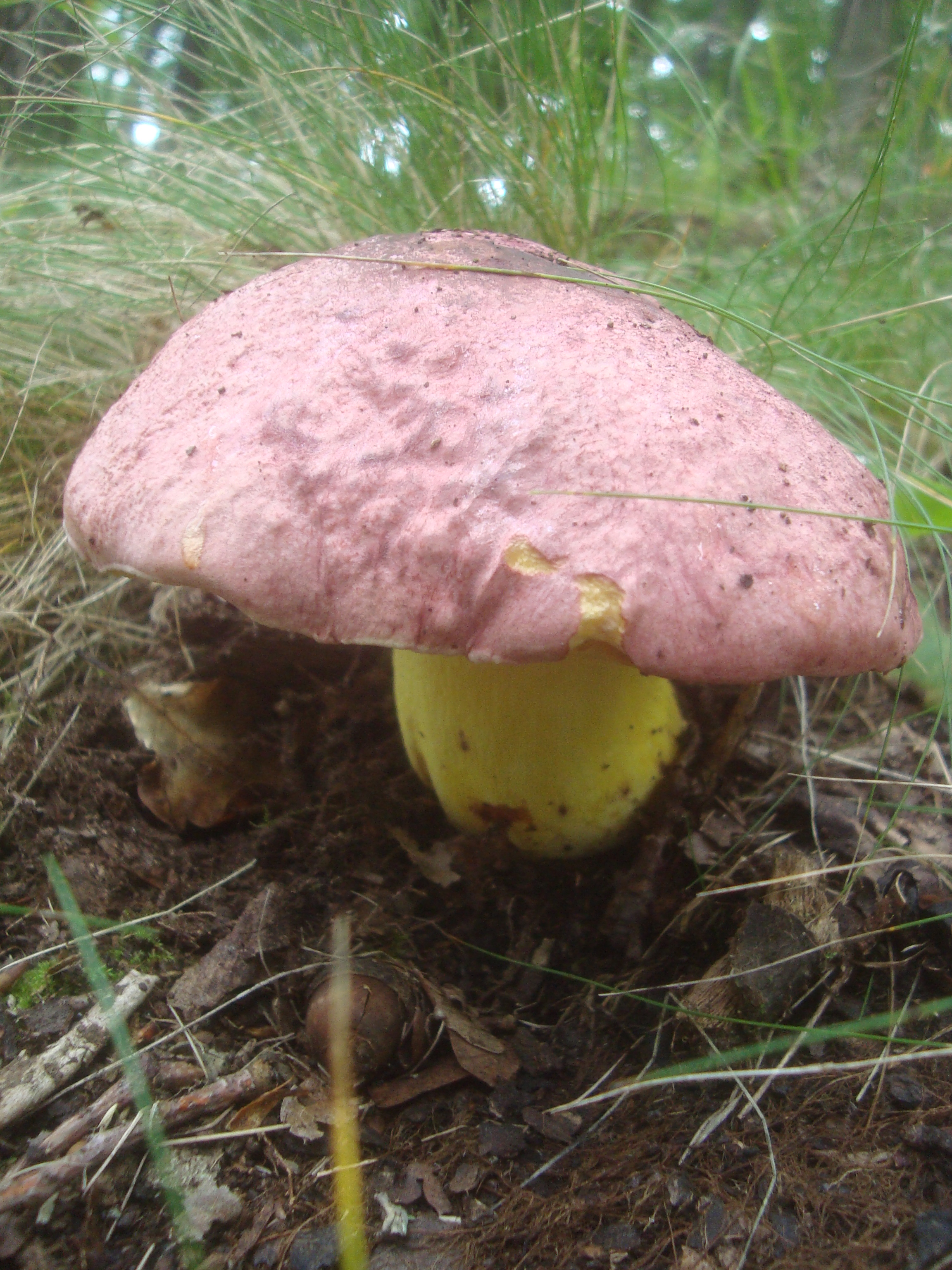
Boletus regius
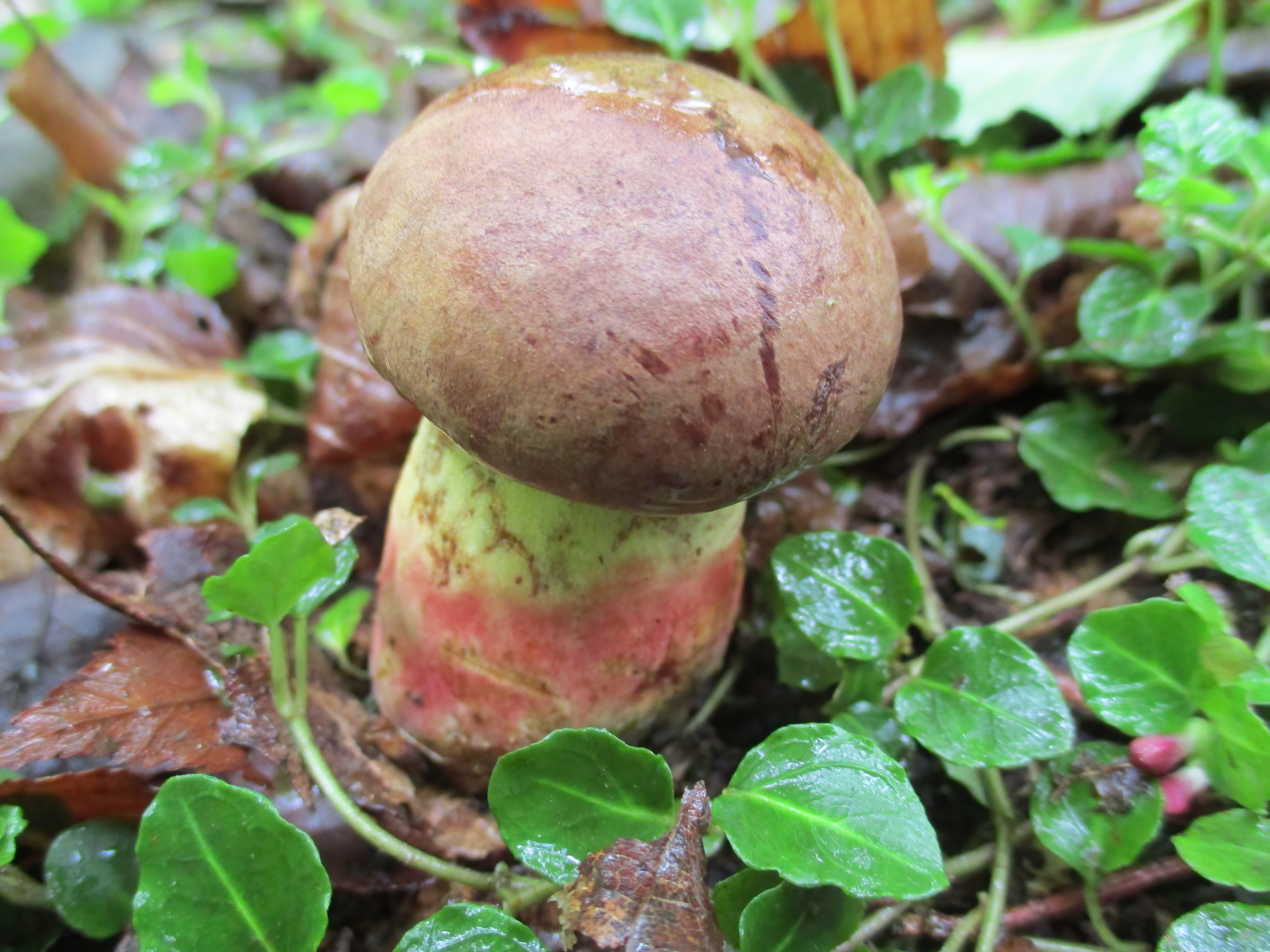
Boletus speciosus

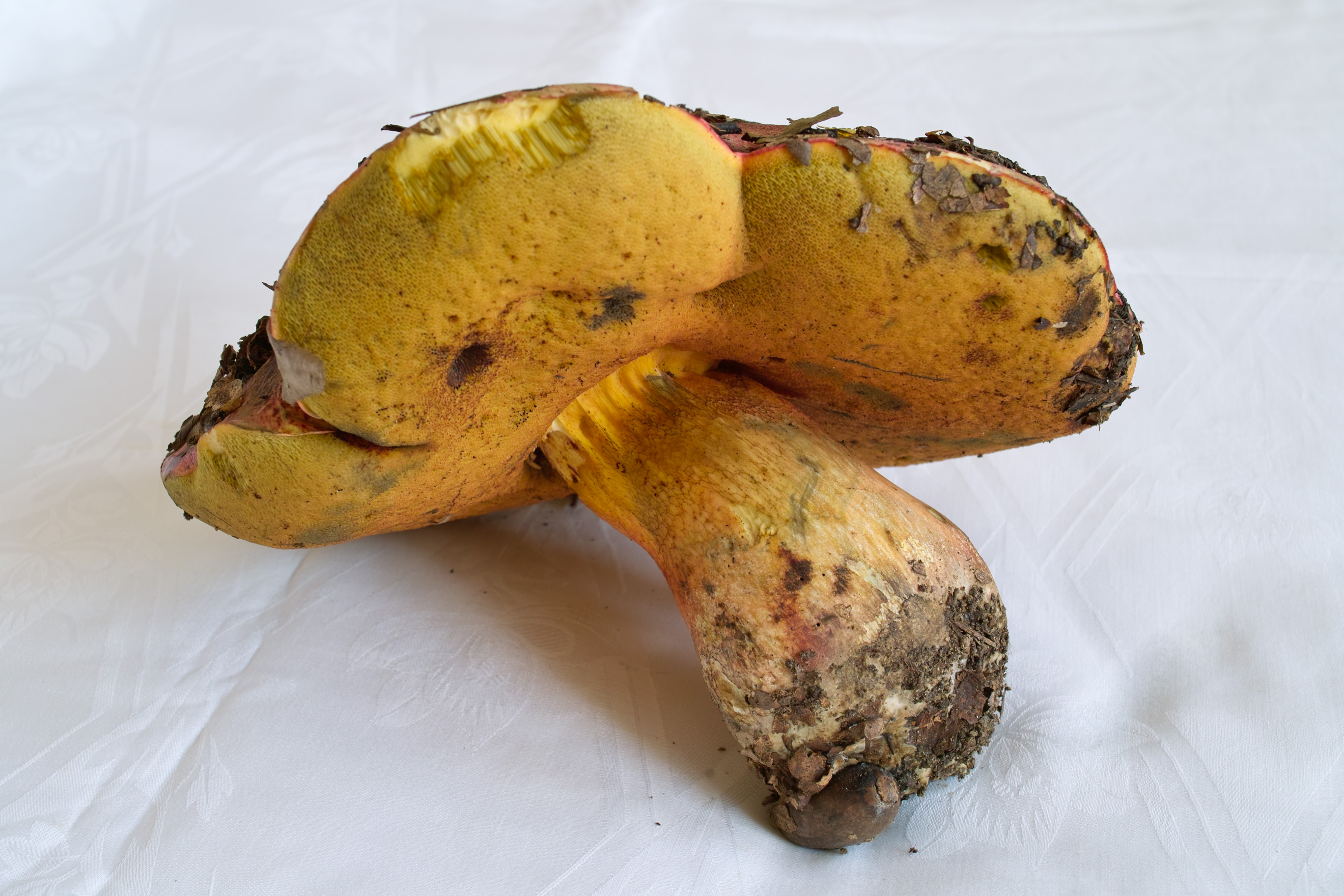
!Boletus spinarii!
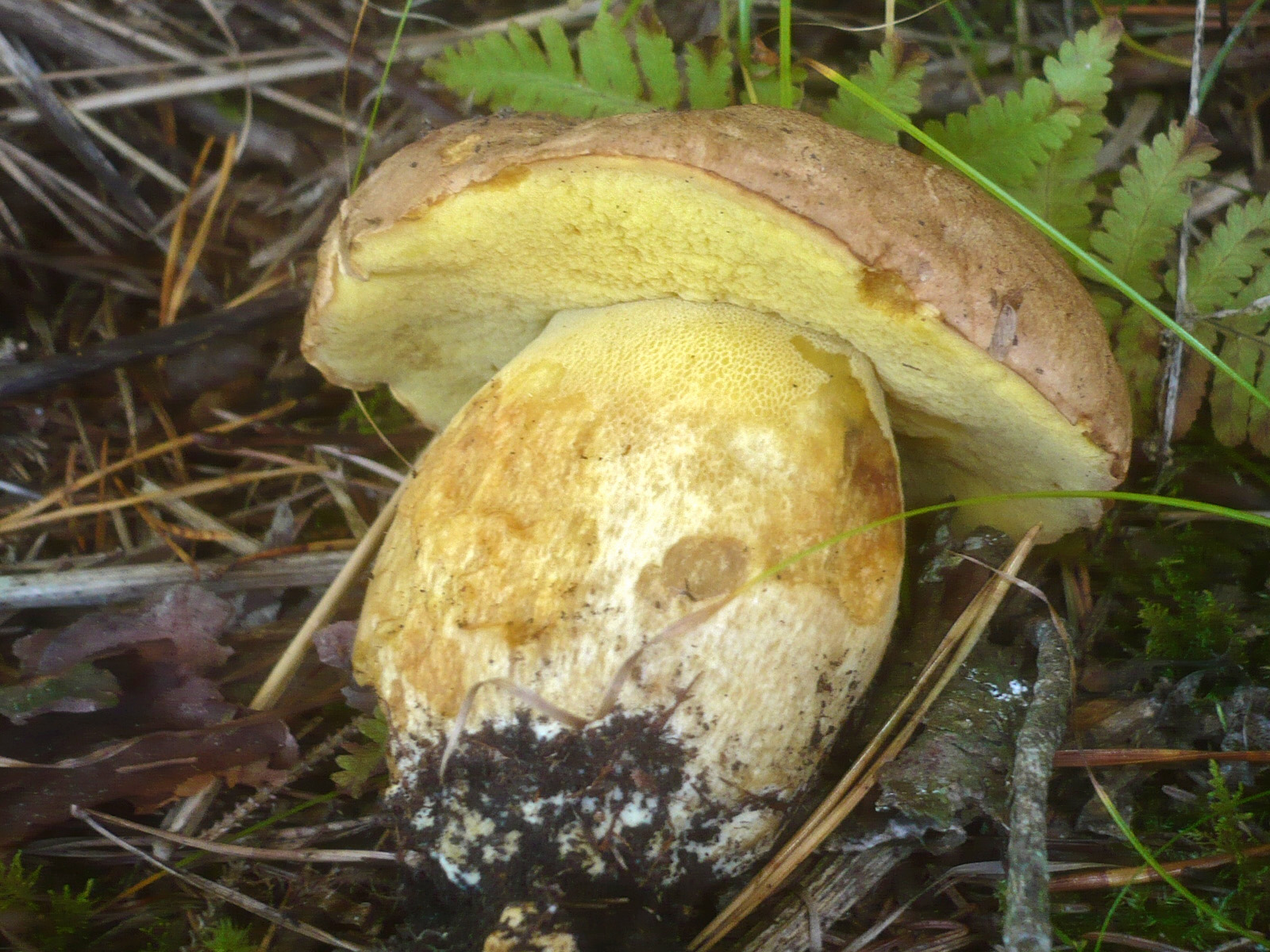
Boletus subappendiculatus
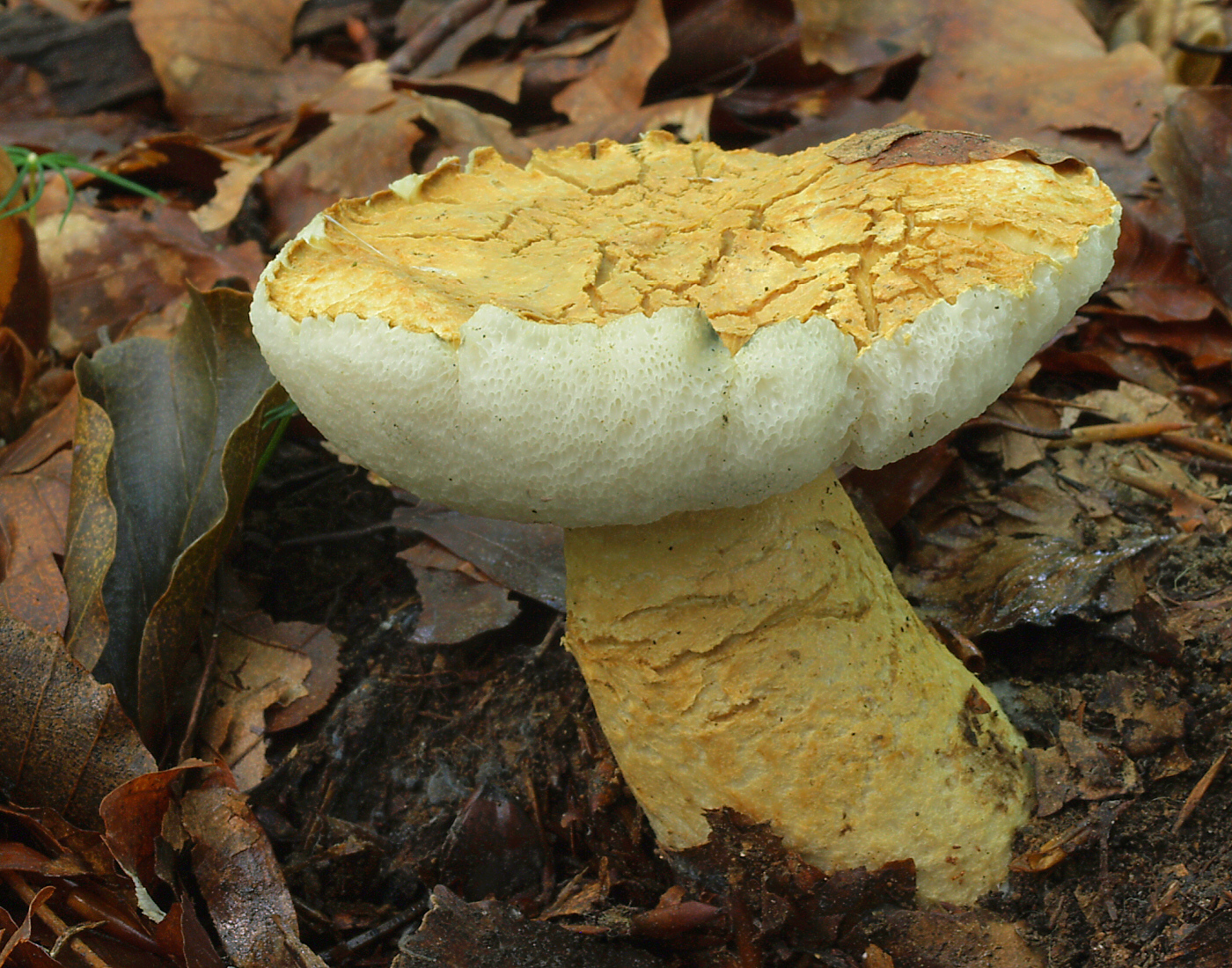
Gyroporus cyanescens
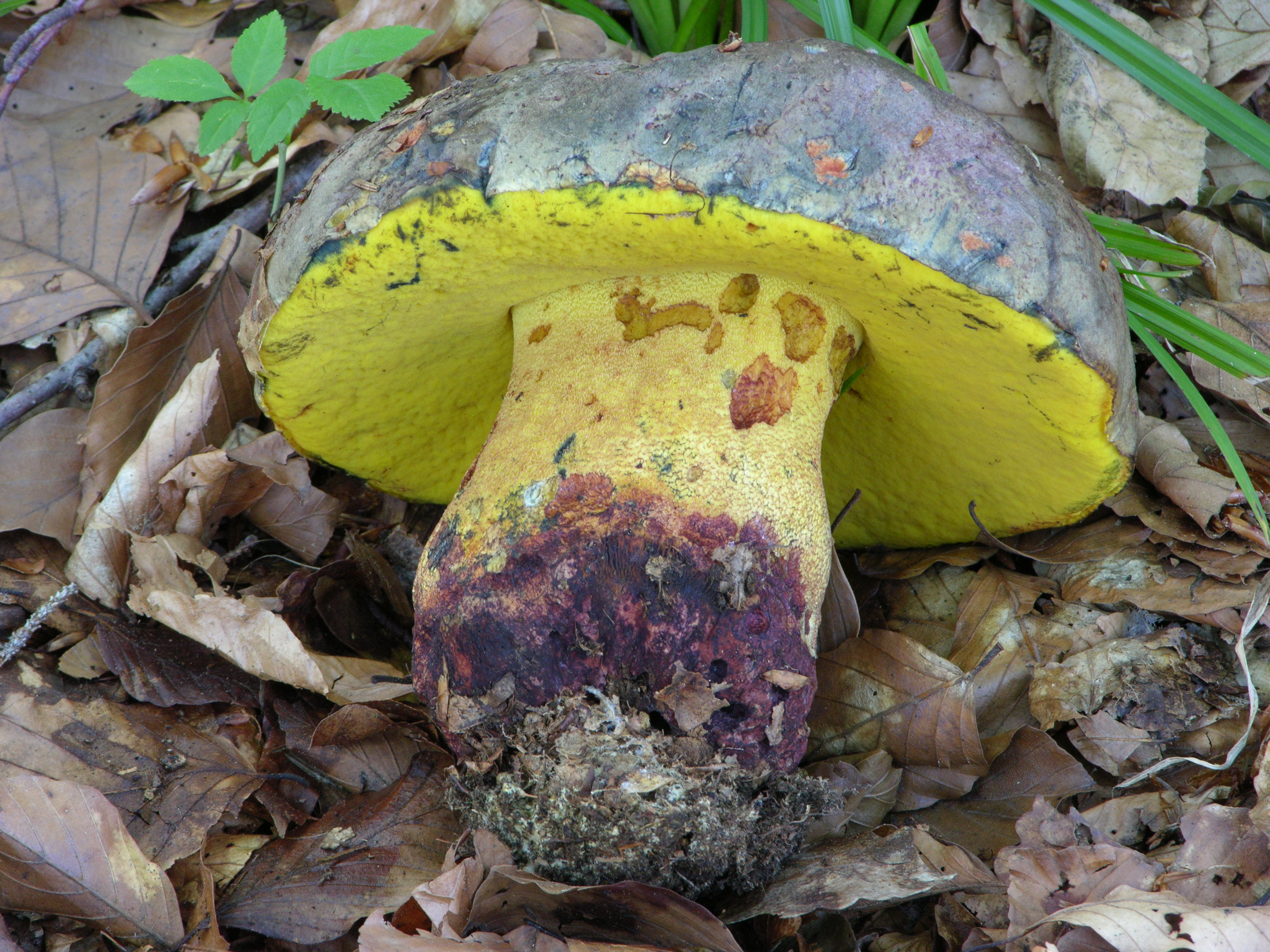
!!Imperator torosus!!

## Valorificare
Bureții proaspeți pot fi pregătiți ca ciulama, de asemenea împreună cu alte ciuperci de pădure sau adăugați la un sos de carne de vită sau vânat. În afară de aceasta, ei pot fi tăiați felii și congelați. De asemenea, este posibilă uscarea lor după tăierea în felii, bureții devenind după împuiere mai savuroși și gustoși. Excelenți sunt preparați ca Duxelles, un fel de zacuscă. Prin fierbere, carnea pierde culoarea albastră devenind galbenă.